# Hygrochroa cirna
Hygrochroa cirna är en fjärilsart som beskrevs av Druce 1897. Hygrochroa cirna ingår i släktet Hygrochroa och familjen silkesspinnare. Inga underarter finns listade i Catalogue of Life.